# 白玛曲珍
白玛曲珍（1984年—），女，西藏墨脱人，门巴族，中华人民共和国政治人物、第十二届全国人民代表大会西藏地区代表。毕业于长安大学英语专业，现任西藏自治区墨脱县德兴乡巴登则村党支部书记。